# Serhij Kuczerenko (ur. 1984)
Serhij Serhijowycz Kuczerenko, ukr. Сергій Сергійович Кучеренко (ur. 7 stycznia 1984 w Kirowohradzie) – ukraiński piłkarz, grający na pozycji centralnego pomocnika.

## Kariera piłkarska

### Kariera klubowa
Syn piłkarza i trenera Serhija Kuczerenki. Wychowanek Czornomorca Odessa, w juniorskiej drużynie którego występował w juniorskich mistrzostwach Ukrainy (DJuFL). W 2001 rozpoczął karierę piłkarską w Portowyku Iljiczewsk, skąd w następnym roku przeszedł najpierw do MFK Mikołajów, a potem do Olimpii FK AES Jużnoukraińsk. Na początku 2004 został piłkarzem Podilla Chmielnicki, w którym od 2005 pracował pod kierownictwem swego ojca. W marcu 2007 kiedy ojciec przyjął propozycję prowadzenia Spartaka Iwano-Frankowsk przeniósł się do niego. Następnie latem 2007 wraz z ojcem przeszli do Desny Czernihów. Od 2009 bronił barw klubu Krymtepłycia Mołodiżne. W lipcu 2010 podpisał 3-letni kontrakt z Obołonią Kijów. Latem 2011 przeszedł do Zakarpattia Użhorod, w którym grał na zasadach wypożyczenia do końca roku. Podczas przerwy zimowej sezonu 2012/13 zasilił skład MFK Mikołajów.